# 押切蓮介
押切蓮介（1979年9月19日—），是日本男性漫畫家，血型A型。在神奈川縣川崎市高津區出生，目前住在東京都杉並區高圓寺。祖父是直木賞作家神崎武雄。

## 作品一覽

### 連載中
- （改成漢字而已，內容還是延續）
- 焰之眼（焔の眼）全6卷 長鴻出版
- （不定期）

### 已完結
- 全16冊
- 噗嗶啵～來自未來～ 全3冊 東立出版
- 三角草的春天 全3冊 東立出版
- 椿鬼 全3冊 東立出版
- 我、姊姊和妖怪 共2冊 東立出版
- 全1冊、2009年9月17日
- 全1冊、2011年11月29日
- 全1冊、2009年10月16日
- 全2冊
- 全2冊、2012年8月11日
- 黃昏特攻隊 全13冊 尖端出版
- 高分少女 全10冊、2018年9月24日

### 短期連載
- （收錄在『押切蓮介劇場 マサシ!! うしろだ!!』）
- カースダイアリー（同上）

### 短篇作品

#### 已收錄在單行本
- （2005年4月6日發售）
  - マサシ!! うしろだ!!（改編自1998年發表的同名作品）
  - カースダイアリー
  - トイレまで4メートル
  - マサシ!! うしろだ!!
- 妖怪在用手刀揍我（ドヒー!おばけが僕をぺんぺん殴る!） （2006年10月14日發售）
  - コタツオバケ
  - 4444
- 妖怪的點心（おばけのおやつ）（2007年7月5日，東販出版）
  - 為什麼！校長竟然攻擊我!!
  - 東京陰陽魔界
  - 億萬小刀
  - 遠距
  - 密室鬼燈（未發表作品）
  - 住手！不要欺負猴子啊！
  - 嗶啵嗶啵少年「守護我們的小小天國」篇
  - 嗶啵嗶啵少年「臭小鬼黑名單」篇
  - Beautiful
  - 想要遇見鬼

#### 未收錄在單行本
- ツッペとノッチン

### 插畫
- 負責書籍版的插畫。
- 3月的獅子（2016年，電視動畫第09話片尾)

### 漫畫原作
- 妖怪按摩店，作畫：忌木一郎

## 交友關係
清野とおる
漫画家。
清水崇
電影導演。押切因清水導演的作品『呪怨（錄影帶版）』而深深受到感動。
天誅
Techno Pop集團。
FQTQ
Techno Pop樂團。
森繁拓真
漫画家東村アキコ的弟弟。是當初在演藝圈裡認識的朋友。押切也有演出森繁描繪的作品『いいなりゴハン』。
パリッコ
押切與清野的共同好友。社会人之外也是有名的音樂家和漫画家是個多才多藝的人物。
佐々木崇
同時期的漫画家。押切與清野共同好友間的和事佬。

## 外部連結
- （日語）カイキドロップ （页面存档备份，存于） - 押切蓮介官方網站